# Bandiera della Georgia (Stati Uniti d'America)
L'attuale bandiera della Georgia è stata adottata l'8 maggio 2003.
La bandiera è composta da tre bande di colore rosso e bianco (con uno stile simile alla bandiera dell'Austria), con il Sigillo dello stato su sfondo blu nel cantone in alto a sinistra.
Lo stemma simboleggia con l'arco la Costituzione, con i tre pilastri che lo sorreggono i tre poteri: esecutivo, legislativo e giudiziario.
Tra i pilastri appare il motto dello Stato: "Wisdom, Justice, Moderation,", traducibile in "Saggezza, Giustizia, Moderazione".
Un soldato vestito in modo coloniale sotto l'ultimo pilastro "difende" la costituzione. Sotto i pilastri c'è il motto "In God We Trust", traducibile in "Confidiamo in Dio", tredici stelle bianche circondano la figura a rappresentare la Georgia e gli altri dodici stati che hanno dato vita agli Stati Uniti d'America.
La struttura generale della bandiera è ispirata alla prima bandiera degli Stati Confederati D'America (chiamata "Stars and Bars").

## Storia
La bandiera di Stato della Georgia, diversamente da quanto avvenuto nei confratelli Stati Confederati della Carolina del Sud, Mississippi, Louisiana, Virginia, e Carolina del Nord, ognuno dei quali adottò ufficialmente una bandiera di Stato con un atto legislativo, sembra sia stata creata nel 1861 con una direttiva amministrativa dell‘Ufficio dell'Aiutante Generale dello Stato, in effetti approvando un disegno di bandiera che era stata tradizione militare dello Stato per almeno 40 anni.

### Il modello della bandiera
Il "Regolamento dello Stato della Georgia" sulle uniformi militari, emanato dall'Ufficio dell'Aiutante Generale sotto forma di Ordine Generale N. 4 il 15 febbraio 1861, prevedeva solo che i "Colori dei Reggimenti" dovevano "Essere del modello del Dipartimento dell'Aiutante Generale." (Per contro lo stesso "Regolamento" fornisce una ben più dettagliata descrizione delle "Bandiere da Campagna", che dovevano "essere di stamina, diciotto pollici quadrati, cremisi, con sopra il numero del Reggimento in bianco. Il palo lungo otto piedi.").
Mentre il modello effettivo (sia come descrizione scritta sia come modello) deve ancora essere scoperto, è possibile individuare alcune caratteristiche generali della bandiera di Stato della Georgia in base a bandiere sopravvissute o resoconti giornalistici che comprendono descrizioni delle Bandiere di Stato donate a diverse compagnie e reggimenti. Il modello sembra sia stato creato dal Dott. A. E. Andrews, che allora prestava servizio con il 1º Battaglione della Georgia del Maggiore Villipegue (poi 36° Volontari di Villipegue della Georgia nel 1º Reggimento Confederato) a Pensacola.
Vi furono alcuni tentativi di riadottare la "bandiera coloniale della Georgia", il cui emblema centrale era un serpente avvolto in spire e pronto a colpire, sormontante il motto "Don't Tread on Me" (Non calpestarmi), come nella bandiera Gadsden dell'epoca della guerra rivoluzionaria, o il motto "Nemo Me Impune Lacesset" (Nessuno mi calpesterà impunemente), come raffigurato sulla banconota da 5 $ dello Stato della Georgia nel 1777 e 1778.

Bandiera di Stato della Georgia 1861

La bandiera di Stato della Georgia definita nel 1861 portava invece come emblema centrale quello adottato dallo Stato nel 1799. La parte principale consisteva in un tempio greco-romano con un arco recante la scritta "CONSTITUTION", sorretto da tre colonne rappresentanti i poteri legislativo, giudiziario ed esecutivo recanti rispettivamente le scritte "WISDOM", "JUSTICE", e "MODERATION." Un soldato, spesso abbigliato con l'uniforme del tempo della rivoluzione, rappresentante la lunga tradizione militare dello Stato, stava sul portico fra le colonne centrale e destra (anche se secondo la legge di adozione questa figura sarebbe dovuta comparire all'esterno a destra della struttura). Questi elementi principali erano rappresentati su uno sfondo naturale di terra e mare. Occasionalmente questi emblemi erano sormontati da un arco di stelle nel numero degli Stati secessionisti, che rappresentavano l'ombrello protettivo della Confederazione. Esistono esemplari con 5, 7, 11 e 13 stelle.

### Una bandiera per i volontari
Mentre né la Convenzione dello Stato né il Parlamento avevano specificamente previsto una descrizione della Bandiera dello Stato della Georgia, come accaduto negli Stati confratelli, nel marzo 1861 la presenza dell'emblema della Georgia sulla Bandiera fu almeno confermata quando fu adottato il nuovo Codice dello Stato. La Sezione 1092 del nuovo Codice prevedeva una via di fornitura di Bandiere per i Volontari della Georgia nella causa Confederata: "Nel momento in cui sarà costituito un numero di milizie sufficiente a formare un reggimento o un battaglione destinato a prestare servizio al di fuori dei confini dello Stato, a quel reggimento sarà fornito dal Governatore di due Bandiere, una con i colori reggimentali recante l'emblema dello Stato; l'altra con i colori nazionali recante l'emblema degli Stati Confederati." Questa Sezione del Codice della Georgia del 1861 era stato scritto da tre persone, Richard Clark, David Irwin, e Thomas R.R. Cobb. Quest'ultimo nome è particolarmente significativo.

### La "Legione Cobb"
Nell'agosto 1861 Thomas R.R. Cobb sarebbe stato eletto Colonnello della "Legione Cobb", una unità mista da combattimento composta da sette compagnie di fanteria ed un gruppo di cavalleria su quattro squadroni idoneo a crescere fino ad undici squadroni per essere distaccato al 9º Cavalleria della Georgia. L'8 agosto 1861 C.A. Platt & Company di Augusta, Georgia, avrebbe fornito parti dell'equipaggiamento reggimentale da campagna, presentando il conto direttamente al Col. T.R.R. Cobb il 13 agosto. Fra gli articoli venduti da Platt ci sarebbe stata "1 Bandiera Reggimentale con Nastro", "1 Bandiera di Squadrone con asta", "4 Bandiere da segnalazione con aste" e "1 Nastro con asta". Il costo di queste Bandiere, aste e nastri sarebbe ammontato a $ 86.00, una discreta somma nel 1861.
L'asta disadorna, con il nastro che recava il motto "In The Name of the Lord" (Nel Nome del Signore), probabilmente era per la Bandiera Nazionale Confederata del 1° modello con sette stelle che la Legione aveva già ricevuto in dono. Mentre non si sa se il Colonnello Cobb fu rimborsato dal Governatore Joseph E. Brown per questi acquisti, la "Bandiera Reggimentale con Nastro" e la "Bandiera di Squadrone con asta" potrebbero essere gli unici esempi certi di Bandiere di Stato della Georgia conformi al modello 1861 acquistati in conformità con la Sezione 1092 del Codice della Georgia del 1861. Sia la Bandiera Confederata "Stars & Bars" sia la Bandiera di Stato della Georgia furono catturate alla Battaglia di Crampton's Pass il 14 settembre 1862. Mentre la Bandiera Nazionale del 1° modello sopravvive, la Bandiera di Stato della Georgia ed il suo nastro sono scomparsi, lasciando dimensioni, colore del campo e collocazione dell'emblema della Georgia aperto alle discussioni.

### Emblemi e colori
Araldicamente, in quanto elemento più significativo della Bandiera, l'emblema del 1799 avrebbe dovuto essere applicato sul recto della Bandiera, cioè sul lato visibile quando la Bandiera sta alla destra dell'asta rispetto a chi guarda. Ma poiché i particolari della Bandiera non erano ben conosciuti, in pratica l'emblema spesso veniva applicato sul verso, come si può vedere sulla Bandiera delle Guardie di McIntosh.
Quando usato come insegna militare l'emblema della Georgia veniva solitamente applicato su un drappo di seta azzurra, appropriatamente frangiato in oro o in argento, ed occasionalmente l'emblema veniva circondato da un serto di alloro o più comunemente di cotone in fiore.
Il colore del campo delle Bandiere di Stato della Georgia usate da unità militari possono aver riflesso la vecchia tradizione militare secondo la quale il campo doveva corrispondere al colore delle uniformi dell'unità. Sebbene l'azzurro (dal 1851 il colore delle uniformi della fanteria e della fanteria leggera nell'Esercito USA) predominasse come colore primario per le Bandiere militari, si conoscono diverse Bandiere di Stato con il campo bianco (prima del 1851 il colore delle uniformi della fanteria pesante dell'Esercito USA). Nei due casi delle Bandiere di Stato della Georgia con il drappo di seta verde, le unità sono denominate "Fucilieri", il cui colore tradizionale era il verde, non solo, ma verde era anche il colore dell'uniforme per i fucilieri nell'Atto per la Milizia della Georgia del 1818. E l'unica Bandiera di Stato della Georgia con il campo rosso fu donata ad una batteria di artiglieria.
Anche se le proprietà maggiori dello Stato sotto la giurisdizione dell'Aiutante Generale della Georgia consistevano di armerie, campi e guarnigioni, ci sono prove che la Bandiera di Stato della Georgia possa essere stata usata per altre proprietà dello Stato. Nello scrivere solo dieci anni dopo lo scoppio della guerra, W.T. Thompson, editore del "Daily Morning News " di Savannah, che era presente a Milledgeville quando lo Stato secedette, ricordava: "La Bandiera che sventolava nella brezza dall'asta sul Campidoglio quando una salva d'artiglieria annunciò che l'Ordinanza di Secessione era stata adottata, portava l'emblema dello Stato, l'arco della Costituzione sostenuto da tre colonne di 'Wisdom', 'Justice' e 'Moderation' su di un campo bianco. Le Bandiere usate dalle truppe del nostro Stato durante la Guerra portavano lo stesso emblema con i nomi dei reggimenti al verso."
È sopravvissuta solo una grande Bandiera di Stato in stamina (11' per 14') recante l'emblema (semplificato) applicato su ambedue i lati del drappo. (E questo unico esempio ha l'emblema bordato di bianco su campo rosso.) Come notava Thompson, quando la Bandiera era destinata ad una unità militare il verso opposto all'emblema era abitualmente riservato ai diversi elementi distintivi di ciascuna unità, per motti e per la data di costituzione dell'unità ovvero la data (19 gennaio 1861) della formale secessione della Georgia dall'Unione. Un'indagine sulle Bandiere sopravvissute e sugli articoli di giornale che descrivono le Bandiere donate alle unità indica che la decorazione del lato opposto all'emblema era lasciata al gusto del donatore della Bandiera.

### Decorazioni di fantasia
Alcune delle fantasiose decorazioni su Bandiere donate da privati includono:
1. Co. A, 2º Battaglione della Georgia — "City Light Guard" (di Columbus)— campo bianco con punte azzurre; emblema della Georgia sul recto con una stella; Dea della Libertà personificata sul verso.
2. Co. B, 2º Battaglione della Georgia — "Macon Volunteers" — campo azzurro scuro con frangia bianca; emblema della Georgia sul verso, affiancato da coppie di Bandiere confederate, data "Jan. 19, 1861" alla base dell'edificio; recto con serto di cotone circondante il soprannome della compagnia, "Macon Volunteers" sulla data di formazione "April 23 1825."
3. Co. B, 1° Volontari di Ramsey della Georgia — "Southern Guards, Co. D" — campo bianco con frangia argentata; emblema della Georgia sul recto con un negro seduto su balla di cotone nel portico di destra e motto sopra "Cotton is King" (Il cotone è re), con motto latino, "Non suibus solum sed patriae et amicis" (Non solo per sé ma per la Patria e gli amici) arcuato superiormente e con sotto la traduzione: "Not for ourselves alone but for country and friends"; il verso recava un serto circondante il nome della compagnia "Southern Guards/ D".
4. Co. A, 1° Volontari di Olmstead della Georgia — "DeKalb Rifles" — campo verde con frangia dorata; emblema della Georgia sul verso, sormontata da un arco di 13 stelle d'argento; il recto reca un serto di foglie di quercia e alloro che circonda le iniziali della compagnia, "D.K.R." sopra la data, "Nov. 17, 1850". (Nota, questa Bandiera fu donata alla compagnia nel 1853 ma era ancora in servizio nel 1861 quando la compagnia fu incorporata nel Comando di Olmstead.)
5. Co. A, 5° Volontari della Georgia — "Clinch Rifles" — campo verde con frangia dorata; emblema della Georgia sul verso con soprascritto il nome della compagnia; il recto reca l'immagine del Generale Clinch, il nome della compagnia, motti e data di costituzione della compagnia. (Nota, questa Bandiera fu acquistata nel 1860, prima della secessione, insieme con una Bandiera U.S.A.).
6. Co. B, 5° Volontari della Georgia — "Griffin Light Guards" — colore del campo non noto; emblema della Georgia al recto; al verso dipinto un serpente a sonagli arrotolato ad un albero ("Arma coloniale" della Georgia) e scritta "Don't Tread on Me".
7. Co. A, battaglione di fanteria, Legione Phillips — "Greene Rifles" — un lato del drappo bianca recante emblema della Georgia e le iscrizioni: "We know our rights and will defend them" (Noi conosciamo i nostri diritti e li difenderemo) e sotto "Resistance to Tyranny is Obedience to God" (Resistenza alla tirannia è obbedienza a Dio) e al di sopra un cartiglio con il motto "Georgia expects everyone to do their duty" (La Georgia si aspetta che ognuno faccia il suo dovere); l'altro lato reca una stella su fondo azzurro con sopra un cartiglio rosso recante l'iscrizione: "Presented to the Greene Rifles, by the ladies of Greene County" (Donato ai Fucilieri di Greene dalle Signore della Contea di Greene) mentre al di sotto della stella un cartiglio azzurro reca la data: "22d of February 1861".
8. Co. K, 2° Volontari della Georgia — "Stewart Grays" — colore del campo non noto, emblema della Georgia su di un lato con sovrapposto il nome della compagnia; il lato opposto mostra un serto di cotone, una Bandiera confederata e il motto: "Liberty's Last Analysis is But the Blood of the Brave." (In ultima analisi la libertà non è che il sangue del coraggioso).
9. Co. H, 48° Volontari della Georgia — "Rough & Ready Guards" — campo azzurro con frangia dorata; il recto mostra l'emblema della Georgia sormontato dal nome della compagnia "ROUGH & READY GUARDS" su "1861"; il verso reca un arco di sette stelle sull'iscrizione: "Extermination Rather Than Subjugation" (Sterminio piuttosto che soggiogo).
10. Co. M (poi B), 26° Volontari della Georgia — "McIntosh Guards" — campo azzurro con frangia gialla; il verso reca l'emblema della Georgia; il recto consiste di un disco con rappresentazioni allegoriche dell'industria della Georgia, il nome della compagnia, "McINTOSH GUARDS." al di sopra e la data "19th JANUARY 1861." al di sotto.
11. Co. A, 26° Volontari della Georgia (poi Co. F, 29° Volontari della Georgia) — "Thomasville Guards" — campo azzurro con frangia dorata; il verso rappresenta l'emblema della Georgia circondato da serto di alloro; il recto reca un simile serto di alloro intorno ad un disco azzurro cielo con questa iscrizione su tre linee: "THOMASVILLE/GUARDS/ 1853".
12. Co. G, 26° Volontari della Georgia (poi Co. E, 29° Volontari della Georgia) — "Ochlockonee Light Infantry" — campo azzurro con frangia dorata; il recto reca l'emblema della Georgia sormountato da un arco di 11 stelle d'argento, gli angoli decorati con gruppi di foglie di quercia dorate; il verso mostra un serto di cotone in fiore circondante l'abbreviazione del nome della compagnia, "O.L.I." e la data della sua costituzione come "Zuavi di Thomasville", "SEPT. 28th/ 1860".
13. Compagnia non identificata della Georgia, Savannah, recto azzurro con frangia rossa recante un disco con l'emblema della Georgia (firmato da Cerveau) sormountato da un arco di 7 stelle d'argento; verso bianco con frangia azzurra recante un altare fiammeggiante con al di sopra un cartiglio rosso recante il motto: "OUR COUNTRY AND OUR HOME." (La nostra Patria e la nostra Casa) mentre sotto il disco appare la data: JAN.Y 19TH/ 1861".
14. Batteria del Capitano Stovall - Van der Corput della Georgia - "Cherokee Artillery" — campo rosso originalmente frangiato in oro; il recto reca un pannello ellittico con qualcosa che sembra essere l'emblema della Georgia bordato in oro stile rococo, il tutto sormountato da un cartiglio azzurro con il soprannome della compagnia, "CHEROKEE ARTILLERY"; il verso reca una figura allegorica della Libertà, in piedi. (Nota, questa Bandiera è molto frammentata, con significative porzioni del disegno mancanti.)
15. 3° Volontari della Georgia — campo azzurro; recto con l'emblema della Georgia con serto di rametti di cotone a sinistra e di frumento a destra, annodati insieme da un cartiglio recante l'iscrizione: "PRESENTED TO 3d Ga. REGT./ BY MRS A.R. WRIGHT, 1861" (Donato al 3º Reggimento della Georgia/dalla Signora A.R. Wright, 1861); il verso rappresenta un braccio sollevato con una lancia nella mano, con serto di rametti di quercia a sinistra ed alloro a destra, legati insieme da un cartiglio recante il motto latino: "PRO ARIS/ ET FOCIS" ("per i nostri altari/ e focolari")
16. 1° Regolari della Georgia — un lato azzurro chiaro con l'emblema della Georgia, con il nome del reggimento al di sotto; l'altro lato una rappresentazione intera della Bandiera Nazionale Confederata del primo modello.

### Bandiera di Stato e Bandiera confederata
L'accoppiamento della Bandiera di Stato su un lato e della Bandiera confederata sull'altro è inconsueto ma non unico: almeno due unità della Carolina del Sud ricevettero Bandiere conformi a questa usanza. Peraltro il metodo più comune di combinazione dell'emblema di Stato con la Bandiera Nazionale confederata del 1° modello vedeva l'emblema dello Stato collocato al centro del circolo di stelle nel cantone della Bandiera Nazionale.
Sopravvivono almeno due Bandiere di compagnia della Georgia (Co. E, 1° Volontari di Ramsey della Georgia "Washington Rifles" e Co. H., 27° Volontari della Georgia "Zachry Rangers") con questa combinazione. L'esistenza di queste due Bandiere influenzò fortemente il disegno della Bandiera di Stato della Georgia adottata dal Parlamento dello Stato l'8 maggio 2003.

## Bandiere storiche

Bandiera ufficiosa della Georgia (prima del 1879)
Bandiera della Georgia (1906-1920)
Bandiera della Georgia (1920-1956)
Bandiera della Georgia (1956-2001)
Bandiera della Georgia (2001-2003)

## Storia recente
Dal 1956 al 2001 la Georgia ha avuto una bandiera nel cui disegno era presente la bandiera degli Stati Confederati d'America.
Gli afroamericani trovavano offensiva la bandiera, non tanto perché raffigurava la bandiera dei confederati nella guerra civile, quanto per il fatto che era la bandiera adottata dai gruppi segregazionisti negli anni cinquanta.
Dopo anni di polemiche, nel 2001, il disegno della bandiera venne cambiato con un disegno raffigurante lo stemma dello Stato su sfondo blu, e in basso una banda gialla con le bandiere storiche dello Stato, tra cui la contestata bandiera del 1956, e la scritta HISTORY OF GEORGIA.
Le polemiche degli afroamericani per la presenza della bandiera del 1956 non cessarono. Il governatore dello Stato, Sonny Perdue, nel 2003 decise di creare l'attuale disegno, che venne approvato l'8 maggio dello stesso anno.
Nel 2004, nello stesso giorno delle primarie per la presidenza degli Stati Uniti, si svolse un referendum per scegliere se ratificare la bandiera del 2003 o ripristinare la bandiera del 2001. Con il 73,1% vinse l'attuale disegno.